# Johann Georg Pisendel

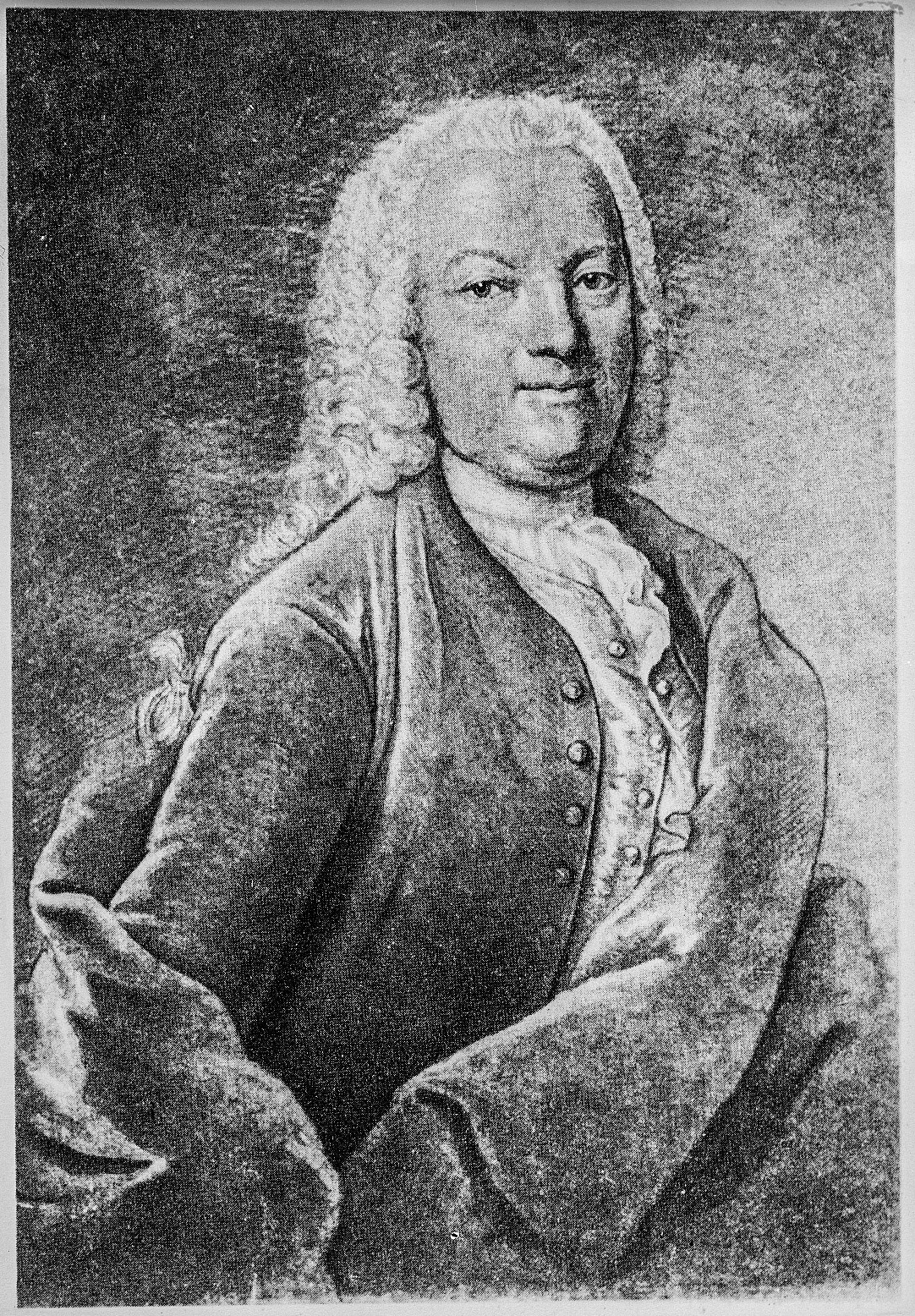
Johann Georg Pisendel

Johann Georg Pisendel (* 26. Dezember 1687 in Cadolzburg; † 25. November 1755 in Dresden) war ein deutscher Violinist und Komponist des Spätbarock.

## Leben und Werk
Pisendel wurde als fünftes Kind einer Kantorenfamilie im zum Markgraftum Brandenburg-Ansbach gehörenden Cadolzburg geboren. Sein Vater entstammte einer Färberfamilie aus Markneukirchen im Vogtland.
Nach erstem musikalischem Unterricht durch den Vater kam Johann Georg Pisendel 1697 als Kapellknabe in die Ansbacher Hofkapelle, wo Francesco Antonio Pistocchi und Giuseppe Torelli seine Lehrer waren. Trotz der Reduzierung der Hofkapelle von 1703 wurde er wenig später als Violinist angestellt. Im März 1709 reiste er über Weimar, wo er Johann Sebastian Bach kennenlernte, nach Leipzig.
Im Jahr 1710 leitete er in Vertretung Melchior Hoffmanns das Collegium musicum. Eine 1711 unternommene Reise brachte die persönliche Bekanntschaft mit Georg Philipp Telemann in Eisenach und mit Christoph Graupner in Darmstadt.
Von Januar 1712 bis zu seinem Tod war Pisendel zunächst erster Violinist und seit 1728 Konzertmeister der Dresdner Hofkapelle.
Von mehreren Reisen war seine Italienreise (1716/1717) am bedeutungsvollsten. In Venedig verbrachte er auf Kosten seines Fürsten ein Jahr bei Vivaldi, mit dem ihn bald eine herzliche Freundschaft verband. Vivaldi widmete ihm vier Sonaten, fünf Konzerte und eine Sinfonia. Diese sind vermutlich zwischen 1717 und 1720 entstanden und tragen die Widmung „fatte p. Mr. Pisendel“; die Originale befinden sich in der Sächsischen Landes- und Universitätsbibliothek (SLUB) in Dresden.
Nach der Rückkehr nach Dresden betrieb er noch Kompositionsstudien bei Johann David Heinichen. Pisendel hinterließ einige Violinsonaten und Violinkonzerte. Er wurde auf dem Johanniskirchhof in Dresden beerdigt, sein Grab ist nicht erhalten.
Pisendel war der bedeutendste deutsche Violinvirtuose des Spätbarock. Durch großes geigerisches Können, hohe charakterliche Qualitäten und ausgezeichnete pädagogische Fähigkeiten erwarb er sich früh Anerkennung und Freundschaft zahlreicher bedeutender deutscher Musiker seiner Zeit, unter ihnen Georg Philipp Telemann. Seiner Tätigkeit als Konzertmeister unter dem Dirigenten Johann Adolph Hasse verdankte die Dresdner Hofkapelle in der Zeit des „Dresdner Barock“ ihren europäischen Ruhm. Die nach 1717 einsetzende bedeutende Vivaldi-Pflege in Dresden ist dem Wirken Pisendels zu verdanken.
Zu Pisendels bedeutendsten Schülern gehörten Johann Joachim Quantz, Joseph Riepel und Johann Friedrich Agricola. Letzterer war der Verfasser der umfangreichsten Biografie Pisendels, die er aber 1767 anonym durch Johann Adam Hiller veröffentlichen ließ.

## Werke (Auswahl)
Pisendels Handschriften liegen in der Dresdner Landesbibliothek. Pisendels Werke wurden 1955 durch den Musikwissenschaftler Hans Rudolf Jung thematisch katalogisiert. Die Verzeichnisnummern werden zitiert in der Form „Jung“, römische Zahl für die Werksgattung, Schrägstrich und laufende Nummer sowie Kompositionsjahr.
Pisendel schrieb unter anderem
- 12 Violinkonzerte in a, H, D, D, e, E, E, F, g, G, G, G
- mehrere Triosonaten
- 4 einsätzige Concerti grossi (E, G, D, D) als Arrangements eigener Kompositionen
- „Imitation des caractères de la danse“
- mehrere Violinsonaten mit Basso Continuo
- Solosonate für Violine ohne Bass in a-moll (Jung IV/2 1717).
- Sinfonia in B
- Gigue in a, gedruckt in Telemanns „Der getreue Music-Meister“ (Hamburg, 1728/1799)
- Concerto für 2 Oboen und Fagott in Es

## Nachlass
Der kompositorische Nachlass von Johann Georg Pisendel umfasst 35 Katalognummern mit Musikautographen sowie zahlreiche Abschriften mit Werken anderer Komponisten. Er wird in der Musikabteilung der SLUB Dresden aufbewahrt (Signatur: Mus.2421–…).
Teil dieses Nachlasses ist die umfangreiche, rund 1800 Musikalien umfassende Notensammlung, die Pisendel in rund 40 Jahren zusammengetragen hat. Sie lagerte nach seinem Tod im Schranck No: II der Katholischen Hofkirche und überstand so die preußische Bombardierung Dresdens 1760 während des Siebenjährigen Kriegs. Diese Sammlung spiegelt das komplette Instrumental-Repertoire der Dresdner Hofkapelle zu Zeiten Augusts des Starken wider.